# Le Fil d'Ariane
Pour les articles homonymes, voir Fil d'Ariane.
Le Fil d'Ariane est un téléfilm français réalisé par Marion Laine et diffusé pour la première fois le 13 janvier 2012 sur Arte. "Le fil d'Ariane" est aussi une expression pour désigner quelque chose qui aide à remonter la solution d'un problème.

## Synopsis
Ariane, la trentaine, tombe follement amoureuse d’un homme mystérieux, qui, un soir de nouvel an, lui a promis au téléphone une année érotique et inoubliable. Dépendante de cette étrange idylle (l’inconnu refuse de se dévoiler et de la rencontrer), Ariane se confie à Dolorès, avec laquelle elle travaille dans l’agence Love Voyages, spécialisée dans les rencontres entre célibataires.
Dolorès ne peut se retenir de tout raconter à leurs collègues de bureau, d’autant plus qu’ils n’ont aucune nouvelle de la jeune femme depuis plusieurs jours. Tous vont vivre par procuration, au travers du récit détaillé de Dolorès, la relation fantasmatique et amoureuse d’Ariane, tout en s’inquiétant pour elle car un tueur en série sévit dans leur quartier…

## Fiche technique
- Scénario : Marion Laine et Christophe Claro
- Pays :  France
- Production : Florence Dormoy
- Musique : Philippe Cohen-Solal
- Durée : 90 minutes

## Distribution
- Julie Ferrier : Ariane
- Mélanie Bernier : Manu
- Arié Elmaleh : Prosper
- Amandine Dewasmes : Dolorès
- Anne Benoît : Estelle
- Bruno Blairet : Adrien
- Romain Rondeau : Rémy Bélère
- Elliot Pepion : figuration